# Oenochroma simplex
Oenochroma simplex là một loài bướm đêm trong họ Geometridae.